# Probošt

Heraldický znak probošta (Stejný
používá i generální a biskupský vikář).

Heraldický znak infulovaného probošta (s právem používat za stanovených podmínek pontifikálie).

Probošt (z latinského praepositus = představený) je označení církevního hodnostáře. Původně byl takto nazýván mnich, který se v klášteře nebo kapitule staral o hospodářské záležitosti. Dnes se toto slovo používá v několika významech:
1. Představený metropolitní, katedrální či kolegiátní kapituly (na Moravě či u některých kolegiátních kapitul to bývá druhý dignitář po děkanovi)
2. Představený menšího, organizačně a právně nesamostatného kláštera (funguje jako zástupce opata mateřského kláštera): tato hierarchická struktura byla obvyklá u benediktinů, cisterciáků nebo premonstrátů
3. Představený samostatného kláštera některého z jiných mužských řádů, např. křižovníků s červenou hvězdou nebo augustiniánů
4. Kněz ustanovený jako duchovní správce v ženském klášteře (např. u premonstrátek v Doksanech)
5. Čestný titul duchovního správce některých významných farností (zejména ve městech, kde bývala kapitula)

Sídlo probošta se nazývá proboštství.
Pro přehled proboštství na území ČR viz článek proboštství.